# Джон Ленді
Джон Майкл Ленді (англ. John Michael Landy; 12 квітня 1930 — 24 лютого 2022) — колишній австралійський легкоатлет, бронзовий призер Олімпійських ігор 1956 року. Був рекордсменом світу у бігу на 1 милю та 1500 метрів. У 2001—2006 роках був губернатором штату Вікторія.

## Освіта
Народився у Мельбурні. У 1954 року отримав ступінь бакалавра сільськогосподарських наук у Мельбурнському університеті.

## Кар'єра легкоатлета
Серйозні заняття бігом на серйозні дистанції почав під час навчання у коледжі. Завядки успішним виступам двічі відбирвася до складу збірної Австралії на Олімпійські ігри у 1952 і 1956 роках. На Оліміпаді 1956 року Джон Ленді виголошував Олімпійську клятву.
21 червня 1954 року на міжнародному змаганні у Турку Ленді встановив рекорд у бігу на 1 милю — 3.58,0, таким чином ставши другою людиною після Роджера Банністера, кому вдалося пробігти милю швидше, ніж за чотири хвилини. Рекорд протримався більше трьох років.
Ленді відомий тим, що був одним із учасників забігу, котрий називають «Диво-миля», під час Ігор Британської імперії 1954 року у Ванкувері. У тому забігу Ленді був другим після Банністера, а обоє вони пробігли дистанцію швидше чотирьох хвилин.

## Подальше життя
1 січня 2001 року за рекомендацією пре'єр-міністра штату Вікторія Джона Ленді було призначено губернатором Вікторії. Цей пост він займав до 7 квітня 2006 року.
На урочистій церемонії відкриття ігор Співдружності 2006 року Джон Ленді мав почесну роль внесення жезла королеви на стадіон у Мельбурні, де вони відбувалися.
Пішов з життя, маючи 91 рік.

## Нагороди
У 1955 отримав звання Кавалера ордена Британської імперії за заслуги у спорті. Також є Компаньоном Ордена Австралії і лицарем Ордена святого Джона (з 2001 року), Командором Королівського Вікторіанського ордена (з 2006).
З 1985 року є членом Залу спортивної слави Австралії.
Також Ленді отримав багато почесних звань в різних університетах світу: він є Доктором права в Університеті Вікторії, Доктором аграрних наук в Університеті Нової Англії, Доктором права в Університеті Мельбурна і Доктором права в Університеті Дікіна.

## Медіа
Про заочне змагання Ленді з Роджером Банністером за першу «чотирихвилинну милю» було знято телевізійний фільм «The Four minute mile».

## Виступи на змаганнях
| Рік  | Змагання           | Місто    | Місце | Дистанція | Результат | Дата     |
| ---- | ------------------ | -------- | ----- | --------- | --------- | -------- |
| 1954 | Ігри Співдружності | Ванкувер | II    | 1 миля    | 3.59,6    | 7 серпня |